# تشقق العمود الفقري
تشقق العمود الفقري أو السِّنْسِنَة المشقوقة  أو الصُّلْبُ الأشرم أو الصُّلْبُ المفلوح أو الصُّلْبُ المشقوق (باللغة اللاتينية: "Split spine" الشوك المشقوق) وهو عبارة عن عيب تطور خَلقِي ناجم عن انغلاق غير كامل للأنبوب العصبي لدى الجنين. حيث تبقى بعض الفقرات غير ملتحمة ومفتوحة.
إذا ماكانت هذه الفتحة العظمية كبيرة بشكل كافي فسوف تجعل جزء من الحبل الشوكي يبرز منها.و تظهر ككيس يحيط بالحبل الشوكي قد يحوي أو لايحوي سائلاً شوكياً.
هناك عيب خلقي آخر في الأنبوب العصبي يدعى انعدام الدماغ حيث لا ينغلق الجزء من الأنبوب العصبي الذي سيعطي المخ، ومن العيوب أيضا القيلة الدماغية التي تنتج عن بقاء أجزاء أخرى من الدماغ غير ملتحمة بشكل كامل.
يتضمن شذوذ السنسنة المشقوقة ثلاث فئات: السنسنة المشقوقة الخفية، السنسنة المشقوقة الكيسية مع قيلة سحائية، السنسنة المشقوقة الكيسية مع قيلة سحائية نقوية.
الموقع الأكثر شيوعا لهذا الشذوذ المنطقتين القطنية والعجزية.
والشكل الأكثر شيوعا وتميزا لهذا الشذوذ هي القيلة السحائية النقوية وكثيرا ما تؤدي إلى عجز لأغلب المصابين بها.
وكثيرا ما يستعمل مصطلحي السنسنة المشقوقة والقيلة السحائية النقوية بشكل تبادلي.
من الممكن إغلاق السنسنة المشقوقة جراحيا بعد الولادة، ولكن ذلك لا يعيد الوظيفة الطبيعية للجزء المتأذي من الحبل الشوكي.
كذلك أُجري تدخل جراحي ضمن الرحم لعلاج السنسنة المشقوقة ولكن كفاءة وسلامة إجراء جراحة كهذه مازالت قيد الدراسة.أظهرت دراسة كانت أجريت على الأمهات اللواتي كانت لديهم ولادة سابقة مع سنسنة مشقوقة أنه إذا ماتناولت الامهات الحوامل حمض الفوليك قبل الإخصاب بشكل يومي، من الممكن تقليل فرصة الولادة بسنسنة مشقوقة بنسبة 70% مستقبلياً.
السنسنة المشقوقة من أكثر العيوب الولادية شيوعاً، وذلك بمعدل شيوع عالمي تبلغ إصابة واحدة لكل ألف ولادة.

## التصنيف

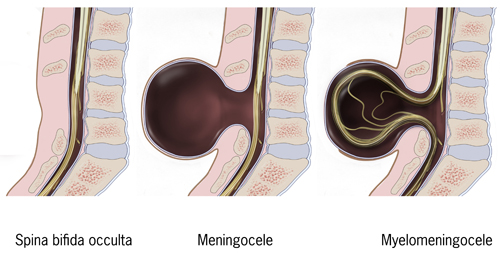
التصنيفات المختلفة للسنسنة المشقوقة

### السنسنة المشقوقة الخفية
(بالإنجليزية: Spina bifida occulta)‏ هذا النوع هو الشكل الأخف من السنسنة المشقوقة  وفيه تكون الأقواس الفقارية غير ملتحمة بشكل كامل  بحيث تشكل شقوقاً صغيرة لا تسمح بانبثاق النخاع الشوكي نحو الخارج. يمكن أن يكون الجلد فوق مكان الشق طبيعيا ويمكن أن يكون مشعرّاً كما يمكن أن يحوي على وهدة (انخفاض) أو وحمة.
لا تظهر أعراض على معظم المصابين بهذا النوع من السنسنة المشقوقة لذلك معظم المصابين يجهلون حملهم للتشوه  يصاب حوالي 10-20% من الناس بالسنسنة المشقوقة الخفية. ومعظم الحالات تكتشف بالصدفة بعد الفحص الشعاعي. بينت أبحاث علم الأشعة عدم وجود أي ارتباط بين آلام الظهر والسنسنة المشوقة الخفية، وأكدت دراسات جديدة غير موجودة في المراجعة النتائج السابقة.
وتقترح أبحاث أخرى على النقيض مما سبق أن السنسنة المشقوقة الخفية ليست دائما حميدة (غير مؤذية) حيث أظهر دراسة أن آلام الظهر أشد عند المصابين بالسنسنة المشقوقة الخفية.
العامل الأهم لمنع الخلط بين السنسنة المشقوقة الحقيقية والسنسنة المشقوقة الخفية هو الالتحام غير الكامل للأقواس الفقارية حيث أنها عادة لا تسبب أي أعراض عصبية.

### القيلة السحائية
(بالإنجليزية: Meningocele)‏ وهي الشكل الأندر للسنسنة المشقوقة حيث تنبثق الكيسة السحائية من الفجوات بين الفقرات أما العمود الفقري فيكون طبيعيا وخاليا من التشوهات. وعادة ما يخلو المصابين من أمراض طويلة الأمد حيث أنّ الجهاز العصبي يكون سليما ومع ذلك رصدت بضعة حالات من «متلازمة النخاع الشوكي المربوط».
تتضمن أسباب حدوث القيلة السحائية: ورم مسخي أو أي ورم في المنطقة العجزية العصعصية والحيز أمام العجزي بالإضافة لمتلازمة كورارينو.
يمكن أن تتشكل القيلة السحائية أيضا من شقوق في قاعدة القحف وتصنف هذه الشقوق حسب موقعها إلى قفوية وجبهية غربالية وأنفية. القيلة السحائية داخل الأنفية تتوضع في سقف التجويف الأنفي ويمكن أن تشتبه مع السليلة الأنفية وتعالج جراحياً.
القيلات السحائية الدماغية تصنف بنفس الطريقة وتحتوي على أجزاء من الدماغ داخل الكيسة السحائية.

### القيلة السحائية النخاعية
(بالإنجليزية: Myelomeningocele)‏ إن الأعراض التي يسببها هذا التشوه هي الأشد  من بين كل أنواع السنسنة المشقوقة حيث أن النخاع الشوكي ينبثق من خلال القسم غير الملتحم من العمود الفقري وتشكل الأغشية السحائية كيسا يحيط بالعناصر الشوكية.

### انشقاق النخاع
(بالإنجليزية: Myeloschisis)‏ وهو الشكل الأكثر خطورة من القيلة السحائية النخاعية حيث تظهر المنطقة المشوهة كصفيحة مسطحة عارية من النسيج العصبي ولا يحيط بها أي غشاء وبالتالي تكون معرضة للعوامل الخارجية وهذا ما يجعل الرضيع أكثر عرضة للإصابة بعدوى مهددة للحياة كالتهاب السحايا.
عادة ما يفقد المصاب إلى حد ما الحس والقدرة على الحركة تحت مستوى المنطقة المشوهة من النخاع الشوكي وذلك لأن القسم المنبثق من النخاع والأعصاب الصادرة منه متضررة أو غير مكتملة التشكل وبالتالي كلما كان مستوى الإصابة أعلى كانت الأعراض العصبية والشلل أشد.
يمكن أن يكون المرضى مقعدين كما يمكن أن يعانوا من فقدان الأحاسيس وتشوهات في الورك أو الأقدام أو الركب كما يفقد التوتر العضلي.

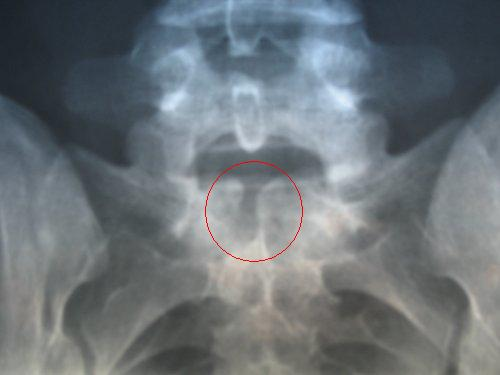
صورة شعاعية للسنسنة المشقوقة في الفقرة العجزية الأولى (S1) .
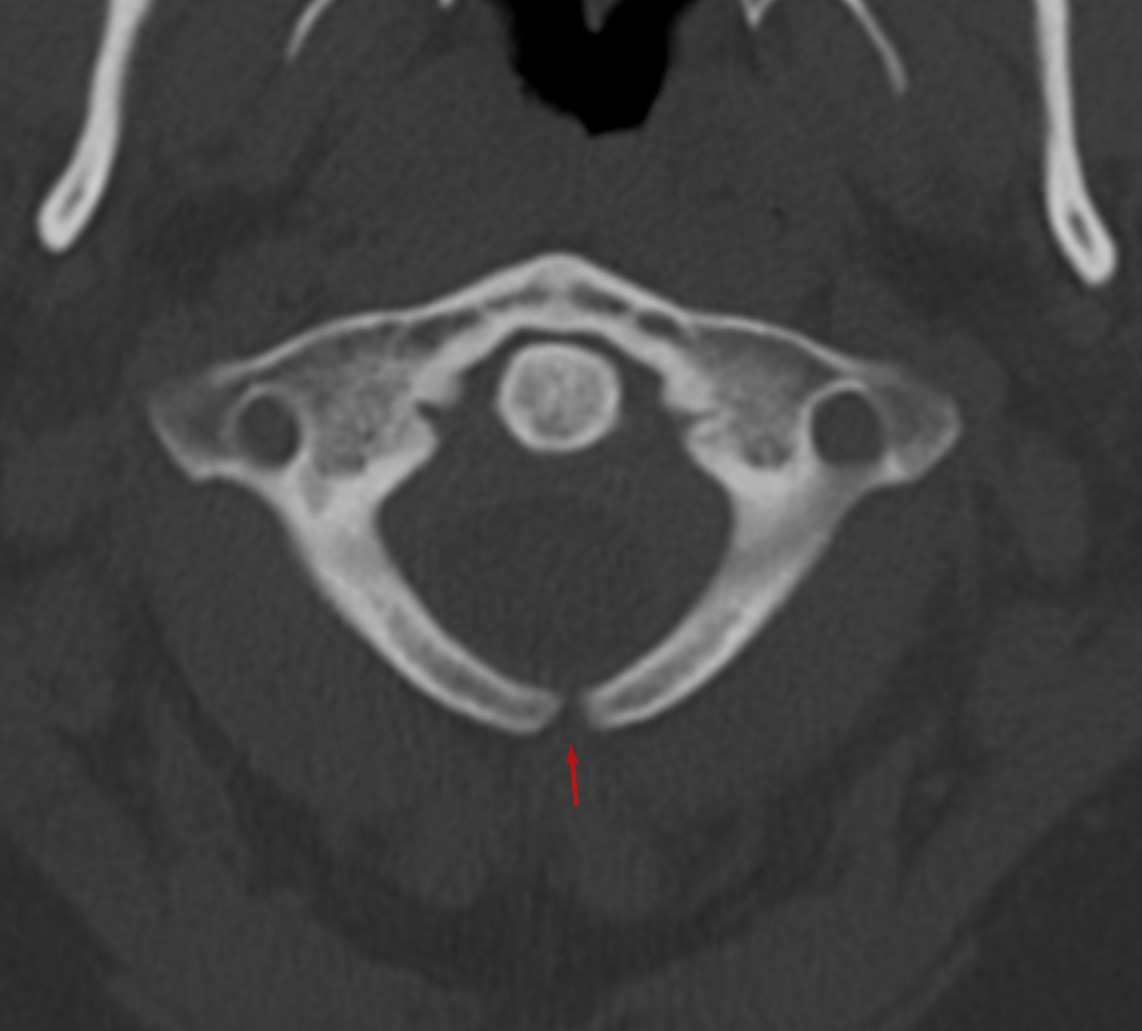
تصوير طبقي محوسب للقوس غير الملتحمة للفقرة الرقبية الأولى (C1) .
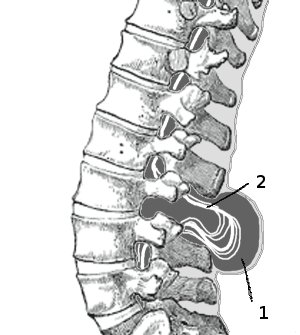
القيلة السحائية النخاعية في المنطقة القطنية (1) الكيس الخارجي مع السائل الدماغي الشوكي (2) الحبل الشوكي مُقحم بين الفقرات .

## الأعراض والعلامات

### المضاعفات البدنية
تتضمن العلامات الجسمية للسنسنة المشقوقة:
- ضعف الأرجل والشلل.[19]
- اضطرابات عظمية (حنف الأقدام، خلع الورك، جنف).[19]
- مشاكل في التبول وطرح البراز مثل سلس البول وعدوى الجهاز البولي وقصور في وظيفة الكلية.[19]
- قرحات الضغط وتهيج في الجلد.[19]
- حركات غير طبيعية في العين.[20]

يعاني حوالي 68% من الأطفال المصابين بالسنسنة المشقوقة من الحساسية المفرطة للاتكس ، وتتراوح خطورتها بين المتوسطة والمهددة للحياة وهذا الأمر مهم بسبب استعمال اللاتكس على نطاق واسع في العديد من المنشآت الطبية ويمكن الوقاية من الحساسية عن طريق تجنب الاحتكاك مع الأدوات الحاوية على اللاتيكس كقفازات الفحص والواقيات الذكرية والقساطر التي لا يكتب عليها أنها خالية من اللاتيكس إضافة إلى العديد من الأدوات الأخرى كالتي تستعمل عادة بين أطباء الأسنان 
يمكن أن تؤدي آفات النخاع الشوكي أو تندبه بسبب الجراحة إلى النخاع الشوكي المربوط والتي تؤدي في بعض الأفراد إلى شد أو ضغط على النخاع الشوكي وهذا ما يسبب تدهور أعراض السنسنة المشقوقة كالشلل وانحراف العمود الفقري جانبيا وآلام الظهر ومشاكل الإبالة وإطراح البراز.

### المضاعفات العصبية
يعاني العديد من المصابين بالسنسنة المشقوقة من تشوه في المخيخ يدعى تشوه آرنولد-خياري حيث أن القسم الخلفي من الدماغ يتوضع في القسم العلوي من الرقبة عوضاً عن القسم الخلفي من الجمجمة. يعاني 90% من المصابين بالقيلة السحائية النخاعية من موه الرأس وذلك لأن المخيخ غير طبيعي التوضع يمنع الجريان الطبيعي للسائل الدماغي الشوكي مما يسبب تجمعه. ويكون المخيخ أصغر في الأفراد المصابين بالسنسنة المشقوقة وخاصة في حالات الإصابة الشديدة.
الجسم الثفني مشوه عند 70-90% من المصابين بالقيلة السحائية النخاعية وهذا يؤدي إلى تضرر الاتصالات بين نصفي الكرة المخية  وما يزيد الأمر سوءاً ضعف انتظام سبل المادة البيضاء التي تصل الأقسام الخلفية من الدماغ مع الأمامية وتضرر سبل المادة البيضاء التي تصل الفصين الجبهيين.
ويمكن أن تشاهد التشوهات القشرية كالازدياد غير الطبيعي في سماكة القشرة الجبهية والتي تترافق مع ترقق في سماكة القشرة الخلفية والجدارية وهذا الترقق يترافق مع ازدياد في الانثناءات القشرية ، ويمكن أن تشاهد توضعات غير طبيعية لعصبونات القشرة المخية.

## السبب
يُعتقد أن تشقق العمود الفقري ينتج عن مجموعة من العوامل الوراثية والبيئية. يقدر المكون الجيني بنسبة 60-70%، ولكن تم تحديد عدد قليل من الجينات المسببة، على الرغم من المعلومات الكثيرة التي تم جمعها من نماذج الفئران. بعد إنجاب طفل مصاب بهذه الحالة أو إذا كان أحد الوالدين مصابًا بهذه الحالة، هناك احتمال بنسبة 4٪ أن يتأثر الطفل التالي أيضًا. يلعب نقص حمض الفوليك أثناء الحمل أيضًا دورًا مهمًا. وتشمل عوامل الخطر الأخرى بعض الأدوية المضادة للنوبات والسمنة وسوء إدارة مرض السكري. سوء استخدام الكحول يمكن أن يؤدي إلى كثرة الكريات البيضاء التي تتخلص من حمض الفوليك. بعد التوقف عن شرب الكحول هناك حاجة إلى فترة زمنية تصل إلى أشهر لتجديد شباب نخاع العظام والتعافي من كثرة الكريات البيضاء.
وقد تم ربط طفرات معينة في الجين VANGL1 مع السنسنة المشقوقة في بعض العائلات التي لديها تاريخ من هذه الحالة.